# Avenida Lexington–Calle 63 (metro de Nueva York)
La Avenida Lexington–Calle 63 es una estación ferroviaria compartida con la línea de la Calle 63 BMT y la línea de la Calle 63 IND del metro de la ciudad de Nueva York. Localizada en la intersección de la Avenida Lexington y la Calle 63, es servida todo el tiempo por los trenes de los servicios F y Q. Los trenes con dirección a Lower Manhattan usan el nivel superior, y los trenes con direcciones a Queens y la línea de la Segunda Avenida usan el nivel inferior. La estación cuenta con un total de 10 escaleras eléctricas, seis escaleras manuales y seis ascensores.

## Historia
La construcción de este estación comenzó en el año 1969, pero este estación no abrió hasta el 29 de octubre de 1989. Este estación fue construido para providir una transferencia entre una línea de la Línea de la Avenida Sexta a Queens y una línea de la Línea de la Avenida Segunda a la Línea Broadway. Sin embargo, en el año 1975, la construcción de la Línea de la Segunda Avenida fue cancelado. Cuando la estación abrió, hay sólo 2 vías (un vía en cada nivel) en operación; como resultado, hubo paredes falsas (en el color anaranjado) que apartaron los vías en operación de las vías que no estuvieron en operación. Esos paredes falsas fueron puestos en el centro de todas las plataformas centrales.
En el año 2007, la construcción de la Línea de la Segunda Avenida fue reiniciado. A partir del 13 de enero de 2011, la estación fue renovado para quitar las paredes falsas y modernizar los vías, azulejos de la pared, y andenes en preparación para la inauguración de la Línea de la Segunda Avenida; las paredes falsas fue quitó en el año 2012. Para acomodar un aumento esperado de la cantidad de pasajeros después de la inauguración de ese línea, cuatro entradas nuevas fueron construido a la intersección de la Tercera Avenida y la Calle 63; estos entradas sirven un nuevo entresuelo en el este de la estación que se acceso por cuatro ascensores de alta velocidad.

## Plan de la estación
| G  | Nivel suelo                        | Entrada/Salida |
| 6M | Entresuelo de la Avenida Lexington | Control de tarifas, ascensores a las plataformas |
| 6M | Entresuelo de la Avenida Tercera   | Control de tarifas, ascensores a las plataformas |
| 5M | -                                  | |
| 4M | -                                  | Transferencia entre las plataformas |
| UP | Hacia el sur                       | ← a Avenida Stillwell a través de la Línea Brighton (Calle 57-Avenida Septa) ← (horas pico) a Avenida Stillwell a través de la Línea Sea Beach (Calle 57–Avenida Septa) |
| UP | Plataforma central                 | |
| UP | Hacia el sur                       | ← a Avenida Stillwell a través de la Línea Culver (Calle 57) |
| LP | Hacia el norte                     | → a Calle 96 (Calle 72) → → (horas pico) a Calle 96 (Calle 72) → |
| LP | Plataforma central                 | |
| LP | Hacia el norte                     | → a Jamaica–Calle 179 (Isla Roosevelt) → |
| X  | Vía 1                              | ← LIRR East Side Access (en construcción) |
| X  | Vía 2                              | → LIRR East Side Access (en construcción) → |

## Conexiones de autobuses
- M98
- M101
- M102
- M103